# Renato Pirocchi
Renato Pirocchi (n. 26 martie 1933, Notaresco, Abruzzo, Italia – d. 29 iulie 2002, Chieti, Abruzzo, Italia) a fost un pilot de Formula 1. De-a lungul carierei a luat startul în 1 cursă, niciuna din pole-position. Nu a câștigat nicio cursă și nu a terminat niciodată pe podium, acumulând 0 puncte în întreaga activitate ca pilot de Formula 1.